# Fritzlar
Fritzlar är en stad i distriktet Schwalm-Eder-Kreis i förbundslandet Hessen, sydsydväst om Kassel.
Staden hör till de mest ålderdomliga i Tyskland med sina gamla befästningstorn och sina medeltidskyrkor, bland dem den förnämsta är domen, ursprungligen grundlagd av Sankt Bonifatius på 700-talet, i sin nuvarande gestalt från 1100-1200-talen. Bredvid domen ligger ett kulturhistoriskt museum.
Fritzlar var under 800-900-talen en av de ledande städerna i Tyskland. Bland annat valdes vid en riksdag i Fritzlar år 919 en tysk kung över Tyskland, Henrik I av Sachsen, till skillnad från företrädarna som tillhört Frankerriket.